# Kap Helles

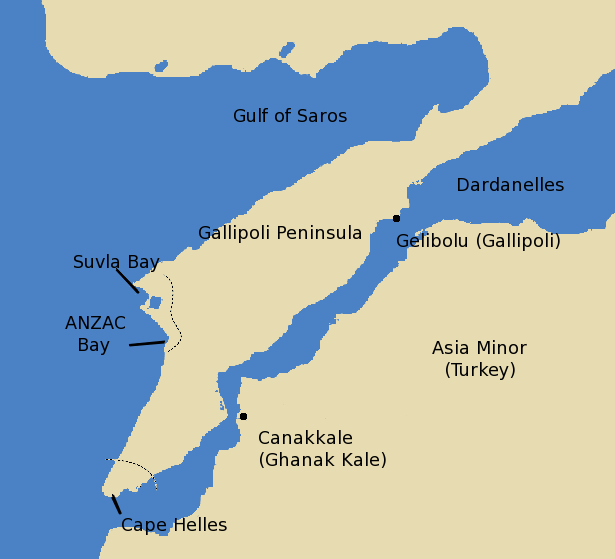
Kap Helles auf der Halbinsel Gallipoli

Kap Helles (türkisch Seddülbahir) ist ein Kap im Südwesten der Halbinsel Gallipoli. Es war während des Ersten Weltkrieges Schauplatz schwerer Gefechte zwischen türkischen und britischen Truppen in der Schlacht von Gallipoli. 
Heute befinden sich auf diesem Gebiet Mahnmale von gefallenen Soldaten.